# 焦曲霉
焦曲霉（学名：Aspergillus ustus）是属于散囊菌目发菌科曲霉属的一种真菌，可生长在热带与温带的土壤以及各种不同基物上。该种分布于全世界。